# Pontnewydd-Höhle
Die Pontnewydd-Höhle, auch Bontnewydd genannt, ist eine Höhle im Norden von Wales, die durch die nördlichsten Überreste von Neandertalern bekannt wurde.
Die Höhle wurde ab 1978 von Wissenschaftlern der University of Wales unter Leitung von Stephen Aldhouse Green (1945–2016) untersucht. Während der Grabungen fanden sich Zähne und ein Teil eines Oberkieferknochens eines etwa elfjährigen Jungen. Die menschlichen Überreste ließen sich auf ein Alter von etwa 225.000 bis 230.000 Jahren datieren. Insgesamt fanden sich 17 Zähne von mindestens fünf Individuen. Weniger als einen Kilometer entfernt ließ sich in den Cefn Caves eine ähnliche Stratigraphie nachweisen, jedoch ohne menschliche Überreste.

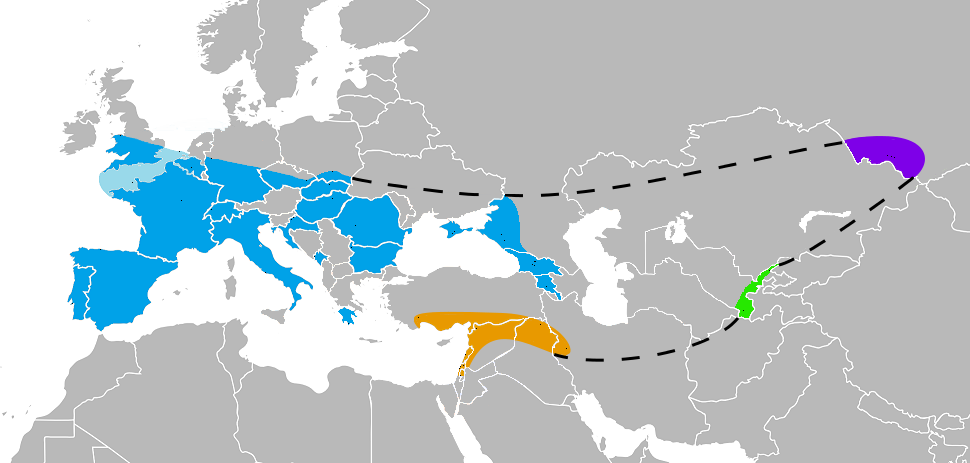
Verbreitungsgebiet des Neandertalers, menschliche Überreste

Neben den menschlichen Spuren fanden sich Überreste der kaltzeitlichen Fauna, wie Rentiere oder Wollnashörner, die jedoch nur ein Alter von 41.000 bis 28.000 Jahren aufweisen, und damit der letzten Kaltzeit angehören. Hingegen gehören die Überreste eines Wolfes der Sauerstoff-Isotopenstufe 7 an, der auch die Neandertalerüberreste zuzuordnen sind, und die aus der Zeit um 243.000 vor heute datieren. Daneben fanden sich Überreste von Dicerorhinus hemitoechus, einer ausgestorbenen Nashornart, sowie vom  Flusspferd (Hippopotamus amphibius) und dem Waldelefanten (Palaeoloxodon antiquus). Überreste einer dem modernen Leoparden (Panthera pardus) bereits ähnlichen Art fanden sich gleichfalls in der Höhle – Leoparden lassen sich aus dieser Zeit ansonsten in Großbritannien nur noch in Bleadon Hill belegen.